# ملت‌ها و بهره‌هوشی

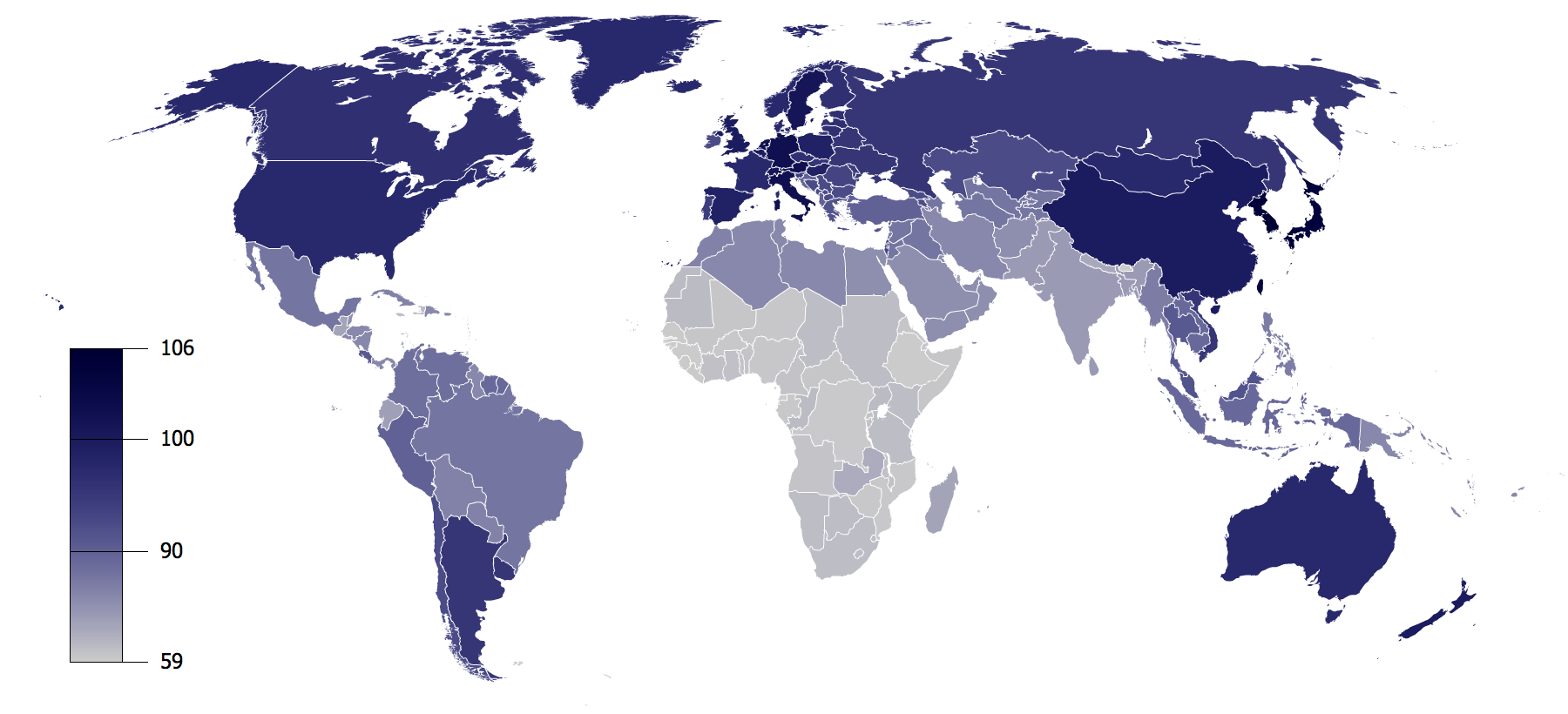
نقشه ای از "ضریب هوشی ملی بر اساس نتایج تست های هوش" بر اساس "هوش و ثروت و فقر ملل" نوشته ریچارد لین

ملت‌ها و بهره‌هوشی (انگلیسی: Nations and IQ) یک حوزه مطالعاتی بحث‌برانگیز در مورد تفاوت بین کشورها در میانگین نمرات بهره هوشی، علل احتمالی آنها و همبستگی آنها با معیارهای رفاه اجتماعی و رفاه اقتصادی است.
ریچارد لین و تاتو وانهانن با استفاده از بررسی ادبیات، مطالعات ارزیابی دانش‌آموز و سایر روش‌ها برای ایجاد تخمین‌هایی که به شدت مورد انتقاد قرار گرفته‌است، تخمین‌های IQ (بهره هوشی) مبانی نظری و روش شناختی را برای بسیاری از کشورها ساختند.
تحقیقات بعدی توسط روانشناسانی مانند ارل بی هانت، جلته ویچرتس و هاینر ریندرمن بر شناسایی تفاوت‌های ملی بالقوه در IQ، بررسی عوامل علّی احتمالی، و تعیین ماهیت رابطه IQ با متغیرهایی از جمله تولید ناخالص داخلی، امید به زندگی، و حکومت متمرکز شده‌است.